# لئوپاردی ۸۰۸۱
سیارک ۸۰۸۱ (به انگلیسی: 8081 Leopardi، نامگذاری:1988DD) هشت هزار و هشتاد و یکمین سیارک کشف شده‌است که در ۱۷ فوریه ۱۹۸۸ کشف شد.
قدر مطلق سیارک برابر ۱۴٫۲۰ است.